# Пассионизм
Пассионизм (Passionism) ― современное художественное движение, антиавангардное по своему содержанию и распространённое преимущественно в странах Скандинавии. 
Термин «пассионизм» был введён в научный оборот датским критиком искусства Мерете Сандерхофф в её работе 2007 года «Чёрные страницы» (Sorte Billeder). По версии Сандерхофф, пассионизм представляет собой попытку классифицировать представителей современных скандинавских художников, находящихся за пределами канонов авангарда, которые при этом также не вписываются ни в одну из известных художественных категорий, становясь своего рода «паршивыми овцами» в кругах своих коллег по цеху.
Всех художников-пассионистов объединяет стремление продолжить старинные традиции в живописи, распространённые до времени возникновению течения авангарда ― при этом их творчество не сводится к повторению старинных работ. Пассионисты также не являются типичными постмодернистами, поскольку они на самом деле с полной серьёзностью относятся как к содержанию традиционного искусства, так и к его методам. Пассионисты в основном сосредоточены на нарративах загадки, тоски и торжественности. Вместе с тем всё это не значит, что художникам не хватает юмора: они только лишь настаивают, что сюжеты их картин должны восприниматься зрителями всерьёз. В течении прослеживается тенденция к созданию чрезвычайно тёмных картин (отсюда и название работы Сандерхофф ― Чёрные картины). Тем не менее пассионисты часто говорят о модернистском и постмодернистском искусства и их теории, и настаивают на том, что сами они выходят за рамки тех жёстких ограничений, которые эти направления предполагают.
В 2000 году пассионизм получил распространение и во Франции. Французский пассионизм отличается от скандинавского тем, что французские живописцы утверждают, что их произведения «рождаются независимо от воли художника, без какого-либо предварительного планирования или основания». Впервые творения французских пассионистов ― Кэт Мосс и Меткук были представлены публике на Форуме Ниццы в 2002 году. Сами представители течения заявляют о себе как о «первом французским художественном движении XXI века и первом художественном движении во всей истории искусства, возглавляемое женщинами, в которое также вовлечены различные художники по всему миру». Пассионистами также являются писатели, фотографы, поэты, музыканты, режиссёры и дизайнеры одежды.